# シボレス (文化)
シボレス (英語: Shibboleth) は、ある社会集団の構成員と非構成員を見分けるための文化的指標を表す用語であり、シボレスの代表的な例として言葉の発音や習慣風習の差異などがある。またこの集団内の観念ではこの差異に正しい/正しくない、優れている/劣っている、といった価値判断が下される場合がある。

## 起源
この用語の起源はヘブライ語の単語shibboleth (שִׁבֹּלֶת)である。そのままでは植物の穂や穀物の茎を意味し、異なる文脈では「水の流れ」を指す。現代的な用法はヘブライ語聖書の記述に基づく。これによるとshibbolethの発音がエフライム族を見分けるために用いられた（エフライム族の方言には音素/ʃ/が存在せず、ギレアド人の方言には存在していた）。
士師記12章によると紀元前1370-1070年頃ギレアドの住民がエフライム族との戦闘に勝利した際、生き延びたエフライム族はヨルダン川を渡って故郷に逃げ帰ろうとしたがギレアド人は川の浅瀬を監視しそれを阻止した。逃亡者を見分け殺そうとしたギレアド人は逃亡者に shibbolethという言葉を言わせた。エフライム族の方言に/ʃ/が存在しないためこの言葉をsibboleth (סִבֹּלֶת)と発音した者をギレアド人はエフライム族だとみなして殺した。 日本聖書協会による口語訳聖書において、この逸話は下記のように記されている（士師記 12:5-6）。

そしてギレアデびとはエフライムに渡るヨルダンの渡し場を押えたので、エフライムの落人が「渡らせてください」と言うとき、ギレアデの人々は「あなたはエフライムびとですか」と問い、その人がもし「そうではありません」と言うならば、
またその人に「では『シボレテ』と言ってごらんなさい」と言い、その人がそれを正しく発音することができないで「セボレテ」と言うときは、その人を捕えて、ヨルダンの渡し場で殺した。その時エフライムびとの倒れたものは四万二千人であった。

問題の2つの語は文語訳聖書や口語訳聖書では「シボレテ」と「セボレテ」、新共同訳聖書では「シイボレト」と「シボレト」になっている。

## 現代的用法

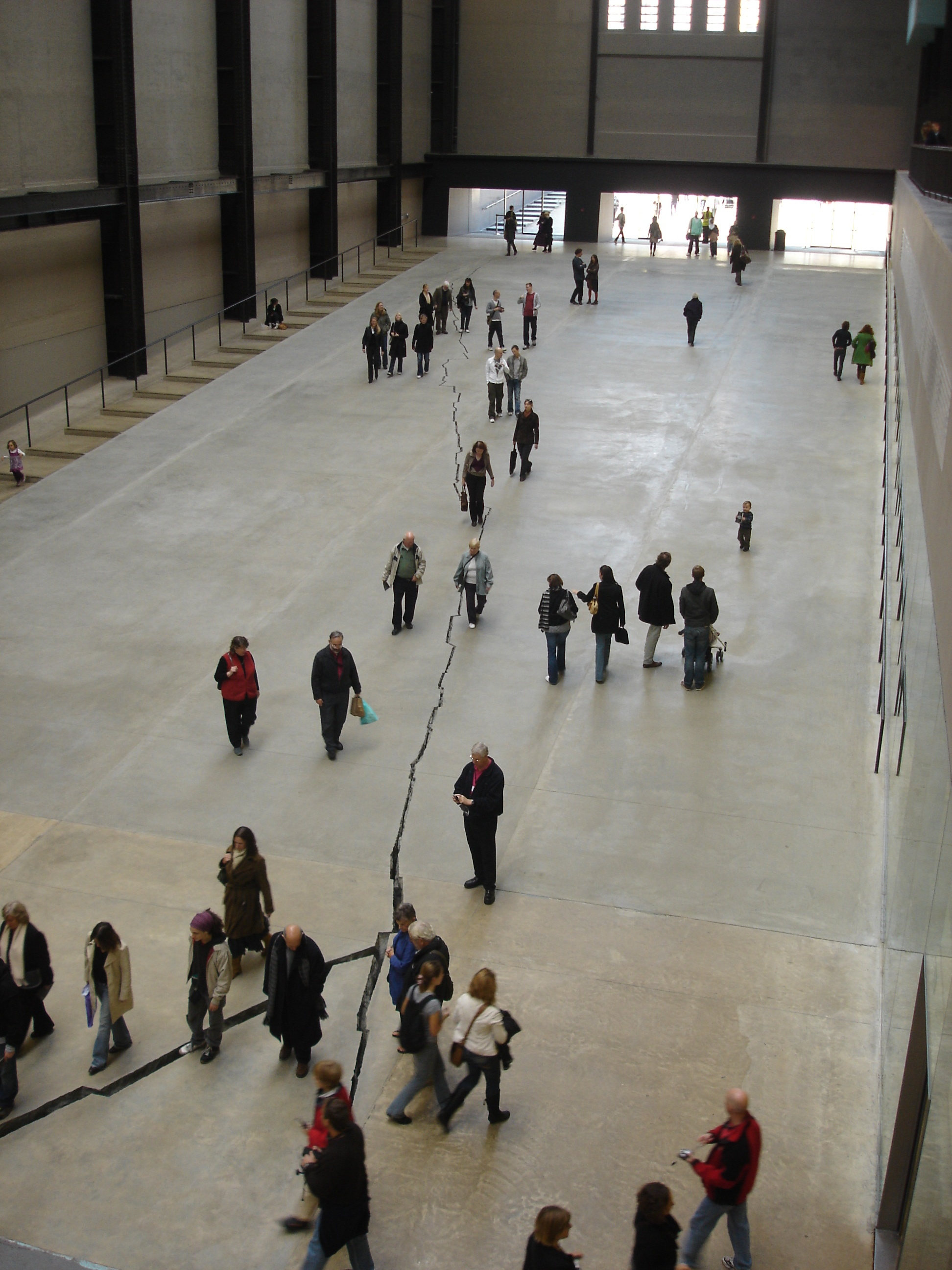
ドリス・サルチェードによる (Shibboleth) (2007), テート・モダン, ロンドン。

異なる方言を話す集団間の紛争において、上記の聖書の例のように隠れている対立集団の構成員をあぶり出すためシボレスが用いられた例が数多く存在する。現代の研究者は"シボレス"という用語を(当事者達がこの単語を使用していたかどうかは関係なく)そのような例すべてに対して用いている。
今日のアメリカ英語においてシボレスはより広範囲の意味を持っており、敵対する集団でなくとも自分たちの集団と他者を区別できる言葉や句のことも指す。一方でイギリス英語やその他の英語圏ではこの言葉の知名度はアメリカと比べ低くなっている。また広くジャーゴン(専門用語・隠語)の意味で使用される例もあり、用語の使用がある特定の集団に属していることを示すことを指す。
さらなる拡大用法として、シボレスは記号学では文化における言語以外の要素、例として食事やファッション、文化的価値観などを意味する。
文化的な試金石や共有した経験などもシボレスになり得る。例えば同年代、同じ国で育った人々は形成期のポピュラー・ソングやテレビ番組など同じ記憶を持つ傾向にある。ある特定の学校の同窓会、退役した軍人、他の集団に関しても同様の事が言える、このような共有する記憶について語ることは集団の絆を強めるため広く行われている。またいわゆる「内輪ネタ」も共有する経験に基づく同タイプのシボレスと言える。
また非難的な用法として、ある記号が持つ元々の意味が事実上失われ、義務的に用いられているだけになっていることを(単なる忠誠心を判別するだけの)シボレスと表すことがある。

## シボレスの例
シボレスは世界中の異なる時代・文化において使用されている。
1302年5月の金拍車の戦いの前、フランドル人はブルッヘで見つけたフランス人を見つけ次第虐殺したが、その際フランドル人はフラマン語のschilt ende vriend (盾と友)もしくは's Gilden vriend (ギルドの友)という文を言えないものをフランス人と特定していた。一方で中世フラマン語の方言の多くはsch-という子音クラスタを持っておらず、(今日のコルトレイク方言ですらsk-である)、 中世フランス語のrはフラマン語と同様に巻き舌であったという指摘もある。
フリジア革命 (1515–1523)の際、
Bûter, brea, en griene tsiis; wa't dat net sizze kin, is gijn oprjochte Fries ( example) という文がフリジア人のビーア・カルロフ・ドーニアによって使用された。この文を正しく発音できない船員の船は略奪され、発音できなかった兵士はドーニア自身が殺害した。
オランダ人は沿岸の街スヘフェニンゲン(Scheveningen)の名前をシボレスとして用いてオランダ人とドイツ人を見分けた。オランダ語において"Sch"は"s"と二重音字"ch"の組み合わせであり、子音クラスタ[sx]となるがドイツ語では三重音字 "sch"と扱われ[ʃ]と発音される。
1923年に発生した関東大震災では震災発生後、混乱に乗じた朝鮮人による凶悪犯罪、暴動などの噂が行政機関や新聞、民衆を通して広まり、民衆、警察、軍によって朝鮮人、またそれと間違われた中国人、日本人（方言話者や聾唖者など）が殺傷されるという関東大震災朝鮮人虐殺事件が発生したといわれる。
朝鮮人かどうかを判別するためにシボレスが用いられ、国歌を歌わせたり、朝鮮語では語頭に濁音が来ないことから、道行く人に「十五円五十銭」や「ガギグゲゴ」などを言わせ、うまく言えないと朝鮮人として暴行、殺害したとしている。また、福田村事件のように、方言を話す地方出身の日本内地人が殺害されたケースもある。聾唖者（聴覚障害者）も、多くが殺された。
1937年10月、スペイン語でパセリを意味する perejil がドミニカ共和国国境沿いに住むハイチ移民を見分けるためにシボレスとして用いられた。ドミニカ共和国の大統領ラファエル・トルヒーヨは移民の処刑を命じ、このパセリの虐殺では2万から3万人が数日の間に殺されたとされている。
1983年にスリランカで起きた黒い六月暴動ではシンハラ人の若者によって多くのタミル人が殺された。虐殺の多くはバスの乗客にBAで始まる語を発音させ(例:"Baldiya" – バケツ)、うまくいえない者を殺すことで行われた。
第二次世界大戦の太平洋戦線においてアメリカ合衆国の兵士はlollapalooza（ロラパルーザ）という言葉をシボレスとして用い日本兵を見分けた。これは日本語ではLとRの音が混同されることを根拠としており、またこの言葉はアメリカの口語であり、アメリカ英語に詳しい外国の人物でも発音を間違えたり知らない場合が多かった。 ジョージ・スティンプソンのA Book about a Thousand Things, において著者は戦時日本のスパイがアメリカの検問所にアメリカ人やフィリピン人の軍人を装って近づくことがよくあったと記している。この際、"lollapalooza"のようなシボレスが用いられ最初の二音節をrorra,と発音したものは警告なしに射殺したとされる。
北アイルランド問題において、デリー/ロンドンデリーのどちらの名称を使用するかがその人物の政治的立場を表す指標として用いられた。
ウクライナ侵攻を受けウクライナ国内ではパリャヌィツャが正確に発音できるかどうかでウクライナ人かロシア人か判別していた。

## フィクションにおけるシボレス
ザ・ホワイトハウスのエピソードに"Shibboleth"と題されたものがあり、ここでバートレット大統領は中国人難民がシボレスという言葉を使用したことから彼らがキリスト教徒であると確信している。